# Fur Workers Industrial Union
Die Fur Workers Industrial Union war eine Gewerkschaft für Beschäftigte der Pelzindustrie der Vereinigten Staaten. Sie war der Needle Trades Workers Industrial Union (Gewerkschaft der Industrienäher) angeschlossen, die wiederum der Trade Union Unity League – TUUL (Handels-Gewerkschaftsbund) angehörte. Der Präsident der Fur Workers Industrial Union war Ben Gold.
Zu den in den USA in der Pelzbranche tätigen Arbeitern gehören unter anderem  der Furrier (Kürschner), Fur Cleaner (Pelz-Reiniger), Fur Comber (Pelz-Kämmer), Fur Cutter (Pelz-Schneider), Fur Dresser (Pelzveredler), Fur Drummer (Pelz-Läuterer), Fur Feeder (Pelz-Fütterer), Fur Finisher (Pelz-Ausfertiger), Fur Glazer (Haarbügler), Fur Glosser, Fur Machine Operator (Pelzmaschinen-Näher), Fur Matcher (Pelz-Sortierer) und Fur Nailer (Pelz-Zwecker).

## Geschichte
Die Fur Workers Industrial Union wurde 1927 von Mitgliedern New Yorker Ortsgruppen gegründet, die aus der mit der American Federation of Labour verbundenen International Fur Workers Union der Vereinigten Staaten und Kanadas ausgeschlossen worden waren. Der Spaltung war ein Machtkampf innerhalb der lokalen Pelzarbeitergewerkschaft in New York vorausgegangen. Unter der Führung von Ben Gold hatten Kommunisten die Kontrolle über eine Anzahl von Ortsgruppen New Yorker Pelzarbeiter übernommen. Sie hatten es während eines Konvents im Jahr 1925 fast geschafft, die Kontrolle über die Gesamtgewerkschaft zu übernehmen. Nach einem Streik im Jahr 1926 unter Führung von Gold, schwenkten die örtlichen Organisationen in Chicago, Philadelphia, Newark und Boston ebenfalls auf die kommunistische Seite ein. Im Januar 1927 wurden die kommunistischen Führer und Ortsgruppen auf Anweisung des AFL-Präsidenten William Green ausgeschlossen, da man einen kommunistischen Sieg auf dem Gewerkschaftskongress im Jahr 1927 voraussah.

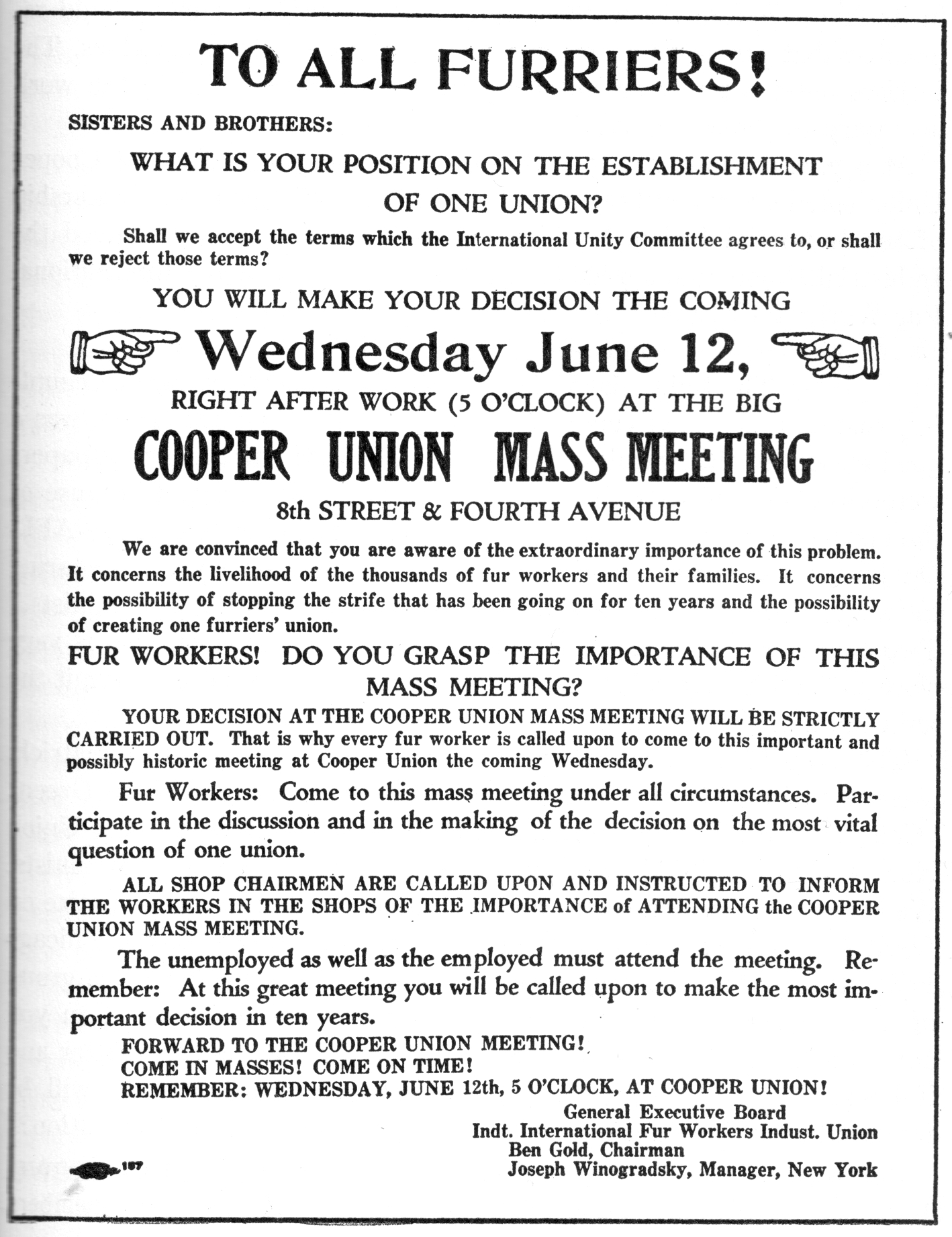
„An alle Kürschner!“ Aufruf zum historischen Treffen 1935 in New York, in der die Vereinigung der beiden Verbände beschlossen wurde

Die Beziehungen zwischen der Fur Workers Industrial Union und der International Fur Workers Union der Vereinigten Staaten und Kanadas waren sehr schlecht. Zwischen den beiden Gewerkschaften kam es häufig zu gewaltsamen Zusammenstößen bei den Streikposten, an Arbeitsplätzen oder auf den Straßen der Stadt. Neben ihrer Präsenz in New York errichtete die Gewerkschaft auch eine Hochburg in Chicago.
1935 fusionierte die Fur Workers Industrial Union wieder mit der Fur Workers Union der Vereinigten Staaten und Kanadas. Der Vereinigung gingen Treffen in Toronto, Ontario und Kanada voraus, bei denen sich der linke und der rechte Flügel der Pelzarbeiterbewegung versöhnten und sich für eine Einheitsfront entschieden. Im Juni 1935 fand in New York ein Großtreffen von etwa 5000 Mitgliedern der Internationalen Pelzarbeitergewerkschaft der Vereinigten Staaten und Kanadas statt, bei dem der AFL-Präsident Green durch Abstimmung über die Fortsetzung der Fusionsbemühungen mit der Dissidentengewerkschaft überstimmt wurde. Medienberichten zufolge erhielt Gold beim Betreten des Sitzungssaals 15 Minuten Standing Ovations.